# Geoffroy Velten

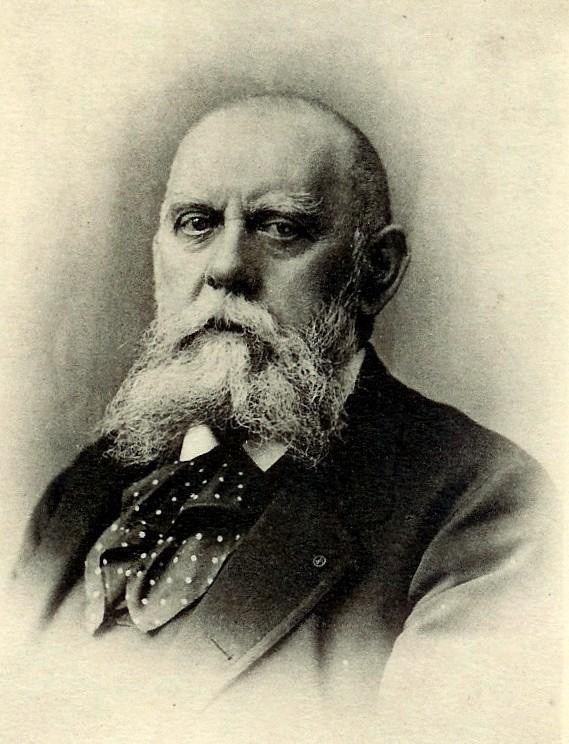
Velten um 1910

Godfried „Geoffroy“ Velten (* 10. September 1831 in Brumath; † 21. September 1915 in Paris) war ein französischer Politiker. Er war von 1885 bis 1912 Mitglied des Senats.
Velten stammte aus dem Elsass und war gelernter Bierbrauer. Diesen Beruf übte er in Marseille aus. 1868 war er Wahlhelfer für Léon Gambetta, ein Jahr später unterstützte er Alphonse Esquiros. Außerdem war er an mehreren republikanischen Zeitungen beteiligt. 1874 zog er in den Stadtrat von Marseille ein, 1879 in den Generalrat des Départements Bouches-du-Rhône. Nach dem Verkauf seiner Brauerei im Jahr 1881 besaß er ein beachtliches Vermögen. 1885 wurde er in den Senat gewählt. Dort gehörte er der gemäßigten Linken Fraktion an, zu deren Gründern er gehörte. 1894 und 1903 wurde er wiedergewählt. Bei den Wahlen 1912 trat er nicht erneut an. Drei Jahre später starb Velten, der Offizier der Ehrenlegion war.